# Roger Reynolds
Pour les articles homonymes, voir Reynolds.
Roger Reynolds, né le 18 juillet 1934 à Détroit dans le Michigan, est un compositeur de musique contemporaine américain.
Il est à l'heure actuelle professeur de composition musicale à l'université de Californie à San Diego, il fut d'abord étudiant en science physique. Il fut élève du compositeur Roberto Gerhard à l'université du Michigan. Très tôt, il est passionné par toute forme d'art vivant et travaille à créer des œuvres pluri-disciplinaires. Il fonde dans les années 1960 le collectif ONCE Group avec Robert Ashley à la suite du premier festival ONCE.